# تشارلز روزر
تشارلز مارتن روزر (16 نوفمبر، 1864م - 12 يوليو، 1937م) ويُعرف أيضاً باسم ت. م. روزر (بالإنجليزية: C. M. Roser أو Charles Martin Roser) هو صانع طعام من ولاية أوهايو، وتاجر عقارات، وفاعل خير. وُلد في إليريا، بولاية أوهايو، وتُوفيّ في سانت بيترسبرغ، بولاية فلوريدا.

## مسيرته المبكرة في أوهايو
كان لتشارلز روزر اهتمام جزئي في تجارة الأجبان في ويلينغتون، أوهايو، وذلك قبل أن يدخل في تجارة الحلويات والبسكويت في كنتن، أوهايو. تجارة البسكويت أصبحت جزءاً مما يُسمى الآن بشركة نابيسكو في تسعينيات القرن التاسع عشر. نُسب إلى روزر ابتكار بعض الوجبات مثل تين نيوتن وهو من المعجنات، وكذلك اختراعه آلة تحشي العجينة بالتين، ولكن روزر لم يعترف بذلك مطلقاً. 

## مسيرته المتأخرة في فلوريدا
في بدايات القرن العشرين، روزر وزوجته روث وصلا إلى سانت بيترسبرغ حيث بنى فيها عدة فنادق في قلب المدينة وكذلك مكتباً وكافيتيريا في السبيل المركزي. وكذلك فتح مكتب عقارات ت. م. روزر.
خلافاً لبقية أصحاب العقارات المحلية الذين بدأوا بمساحات شاسعة من الأراضي ليبدأوا فيها استثماراتهم، فإن روزر بدأ بالتدريج اكتساب الأجزاء التي يحتاجها لإنشاء حديقة روزر العامة. والتي تعرف حالياً باسم قطاع حديقة روزر التاريخية. وجعل فيها الطرق والممرات بالطوب المرصوف، والتي كانت باهظة الثمن حينها. وبنى منزله الكبير بالجوار، وتبرّع بقطع من الأراضي لمدرسة وعدة حدائق عامة.

## وصلات خارجية
- التاريخ المبكر لمدينة آنا ماريا.
- استعارض تاريخي آخر لمدينة آنا ماريا.
- الموقع الرسمي لمدينة آنا ماريا.
- الموقع الرسمي لحديقة روزر التاريخية.
- موقع مجتمع كنيسة روزر التذكاري.